# إلياس بيركنز
إلياس بيركنز (بالإنجليزية: Elias Perkins)‏ هو محامي وقاضي وسياسي أمريكي، ولد في 5 أبريل 1767، وتوفي في 27 سبتمبر 1845 في الولايات المتحدة. انتخب عضو مجلس ولاية كونيتيكت وانتخب عضو مجلس النواب الأمريكي.